# Xylena demaculata
Xylena demaculata là một loài bướm đêm trong họ Noctuidae.